# Aspidoproctus magnicornis
Aspidoproctus magnicornis är en insektsart som beskrevs av Thorpe 1940. Aspidoproctus magnicornis ingår i släktet Aspidoproctus och familjen pärlsköldlöss.
Artens utbredningsområde är Uganda. Inga underarter finns listade i Catalogue of Life.